# Musculus levator ani

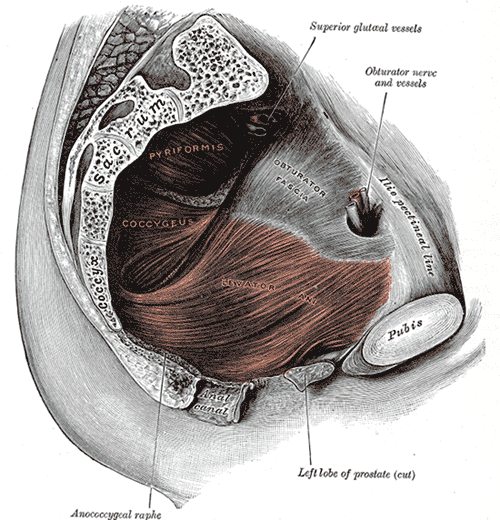
Vänstra sidans musculus levator ani sedd från insidan.

Musculus levator ani (m. levator ani) är en muskelgrupp i bäckenet. Muskelgruppen är bred och tunn och återfinns på respektive sida av bäckenet. Tillsammans med musculus coccygeus utgör m. levator ani bäckenbottnen (diaphragma pelvis). Muskelgruppen stramar upp, stabiliserar och lyfter bäckenbotten. M. levator ani består av tre delar, nämligen musculus puborectalis, musculus pubococcygeus ("PC-muskeln") och musculus ileococcygeus.
M. levator ani har sitt ursprung i corpus ossis pubis och foramen obturatorius och fäster i ligamentum anococcygeum, externa analsfinktern, prostatas eller vaginas vägg, rektum, analkanalen och centrum tendineum perinei. Muskelgruppen innerveras av ryggmärgsnerverna S3/S4.